# Paphiopedilum herrmannii
Paphiopedilum herrmannii là một loài thực vật có hoa trong họ Lan. Loài này được F.Fuchs & H.Reisinger mô tả khoa học đầu tiên năm 1995.